# Ibrahim (islamisk profet)
Ibrāhīm (arabiska: ابراهيم), (svenska: Abraham) är en av de viktigaste profeterna inom islam. Han är densamme som  den bibliska patriarken Abraham och var far till Isak och Ismael, hans förstfödde son, som anses vara arabernas stamfader. Ibrahim kallas inom islam ”Guds vän”, en beteckning som tidigare även använts i judisk och kristen tradition.
På grund av arvet från Abraham går religionerna islam, kristendom och judendom under beteckningen abrahamitiska religioner.
Den fjortonde suran i Koranen är uppkallad efter Ibrahim.